# Luis Armando I de Borbón-Conti
Luis Armando I de Borbón-Conti (en francés, Louis Armand Ier de Bourbon-Conti; París, 4 de abril de 1661-Fontainebleau, 9 de noviembre de 1685) fue el segundo príncipe de Conti y príncipe de La Roche-sur-Yon, hijo del príncipe Armando de Borbón-Conti y de Ana María Martinozzi, sobrina del cardenal Julio Mazarino.

## Biografía
Pequeño y jorobado como su padre, se casó el 16 de enero de 1680 con la bella María Ana de Borbón, conocida como Mademoiselle de Blois, quien era hija bastarda y legitimada del rey Luis XIV de Francia y de su amante, Luisa de La Vallière, convirtiéndose así en yerno del Rey Sol. 
Dado que los novios tenían trece y quince años respectivamente y que nadie les había instruido en qué esperar de la noche de bodas, ésta resultó un desastre y terminó con los esposos huyendo del cuarto sin querer compartir la cama. A tal punto fue la situación que recibieron una llamada de atención del mismo rey.
En 1685, partió con su hermano menor, Francisco Luis, a Polonia a combatir como voluntarios. El 13 de junio se pusieron bajo las órdenes del duque Carlos V de Lorena. Combatieron valerosamente en Novigrad, Neuhäusel y en la liberación de la ciudad de Esztergom asediada por los turcos. Volvieron a Francia a finales de agosto.
A fines de ese mismo año, la princesa de Conti contrajo viruela y Luis Armando se desvivió por curarla; ella se recuperó pero el fiel esposo contrajo la terrible enfermedad y murió sin dejar herederos.
El título de príncipe de Conti recayó entonces en su hermano menor.
| Predecesor: Armando | Príncipe de Conti 26 de febrero de 1666-9 de noviembre de 1685 | Sucesor: Francisco Luis |